# Leopold Kreybig
Leopold Kreybig (* vor 1813; † nach 1870) war ein mährischer Herrschaftsverwalter und Politiker.

## Leben
Kreybig, der katholischer Konfession war, arbeitete von 1833 bis 1837 als Amtsschreiber bei den Fondsgüterinspektoraten und Verwaltungsämtern der Herrschaft Weinzierl südlich von Ybbs und von 1837 bis 1838 als kontrollierender Amtsschreiber einer Herrschaft in Eßling (Mähren), ab 1838 in Groß-Enzersdorf. Von 1842 bis 1848 war er provisorischer Herrschaftsverwalter in Groß-Enzersdorf, zwischen 1844 und 1847 auch provisorischer Herrschaftsverwalter in Rutzendorf. Von 1848 bis 1866 wirkte er als Herrschaftsverwalter in Göding und Czeikowitz und seit 1866 als Herrschaftsverwalter in Orth an der Donau.
Seit 1844 gehörte er der Landwirtschaftsgesellschaft in Wien an. Vom 24. Mai 1848 bis zum 28. November 1848 vertrat er den Wahlkreis Mähren (Kreis Brünn, Auspitz) in der Frankfurter Nationalversammlung. Im Parlament blieb er fraktionslos und stimmte mit dem Rechten Zentrum.